# Gabriele Abels
Gabriele Abels (* 1964 in Dingden) ist eine deutsche Politikwissenschaftlerin, die als Professorin an der Eberhard Karls Universität Tübingen forscht und lehrt. Von 2012 bis 2015 amtierte sie als Vorsitzende der Deutschen Vereinigung für Politikwissenschaft. Seit Juli 2021 ist sie im Ehrenamt Richterin am Verfassungsgerichtshof für das Land Baden-Württemberg.

## Leben
Abels studierte Politikwissenschaft, Soziologie und Englische Philologie an der Philipps-Universität Marburg, wurde 1999 an der Universität Essen promoviert und habilitierte sich 2006 an der Universität Bielefeld. Seit 2007 ist sie als Nachfolgerin von Rudolf Hrbek W3-Professorin für Vergleichende Politikwissenschaft und Europäische Integration an der Universität Tübingen und Jean-Monnet-Professorin ad personam.
Abels engagiert sich als Vertrauensdozentin in der Heinrich-Böll-Stiftung sowie als Kreisverbandsvorsitzende in der Europa-Union. Sie ist seit 2019 Sprecherin des Vorstands des Europäischen Zentrums für Föderalismusforschung. Sie ist Mitherausgeberin des Jahrbuchs des Föderalismus, eines Standardwerks zur deutschen und internationalen Föderalismusforschung.
Am 1. Juli 2021 wurde Abels vom Landtag Baden-Württemberg zur ehrenamtlichen Richterin am Verfassungsgerichtshof für das Land Baden-Württemberg gewählt. Als eines der drei in der Landesverfassung vorgeschriebenen Mitglieder ohne die Befähigung zum Richteramt gehört sie dem Verfassungsgerichtshof ab 21. Juli 2021 für eine Amtszeit von neun Jahren an.

## Forschungsschwerpunkte
Abels’ Schwerpunkte in Forschung wie auch Lehre liegen in der Analyse des politischen Systems der Bundesrepublik Deutschland und der Europäischen Union, der Geschlechterforschung, der politischen Theorie (insbesondere der Demokratietheorie) sowie der vergleichenden Parlamentarismusforschung inklusive des Föderalismus.

## Schriften (Auswahl)
- Als Herausgeberin: The Conference on the Future of Europe. National and regional participation in an innovative reform process (= Schriftenreihe des Europäischen Zentrums für Föderalismus-Forschung Tübingen. Band 52). Nomos, Baden-Baden 2023, ISBN 978-3-7560-0435-5.

- Mit Joyce M. Mushaben: Great Expectations, Structural Limitations: Ursula von der Leyen and the Commissions New Equality Agenda. In: Journal of Common Market Studies. Band 58, Nr. S1, 2020, S. 121–132, doi:10.1111/jcms.13102.
- Als Herausgeberin mit Elisabeth Donat und Sarah Meyer: European Regions. Perspectives, Trends, and Developments in the 21st Century (= Edition Politik. Band 92). Transcript, Bielefeld 2020, ISBN 978-3-8376-5069-3.
- Als Herausgeberin mit Heather MacRae: Gendering european integration theory. Engaging new dialogues. Verlag Barbara Budrich, Opladen u. a. 2016, ISBN 978-3-8474-0640-2.
- Als Herausgeberin: Deutschland im Jubiläumsjahr 2009. Blick zurück nach vorn (= Theodor-Eschenburg-Vorlesungen. Band 5, 2009). Nomos, Baden-Baden 2011, ISBN 978-3-8329-6024-7.
- Mit Alfons Bora: Demokratische Technikbewertung. Transcript, Bielefeld 2004, ISBN 3-89942-188-4.
- Strategische Forschung in den Biowissenschaften. Der Politikprozeß zum europäischen Humangenomprogramm. Edition Sigma, Berlin 2000, ISBN 978-3-89404-204-2 (zugleich Dissertationsschrift, Universität Essen 1999).